# Próximas elecciones parlamentarias de Palestina
Las próximas elecciones parlamentarias de Palestina no tienen una fecha establecida. Se celebraran en el mismo año que las elecciones presidenciales  y las elecciones al Consejo Nacional Palestino. Estas serán las primeras elecciones que tendrá el Estado de Palestina en 15 años, después de las elecciones de 2006 y del posterior conflicto entre los partidos políticos Fatah y Hamás.
Las elecciones fueron anunciadas el día 15 de enero de 2021 por el presidente palestino Mahmoud Abbas (elegido en 2005) con el objetivo de poner fin a los conflictos y disputas entre los dos principales partidos políticos de Palestina. Hamás recibió de manera positiva y optimista el anuncio realizado por Abbas, como también lo hicieron la Unión Europea y las Naciones Unidas. Según Hanna Nasser, presidente de la Comisión Electoral Central de Palestina, "unos dos millones de palestinos en Jerusalén, Cisjordania y la Franja de Gaza tienen derecho al voto".
Según una encuesta realizada por el Centro de Investigaciones sobre Políticas y Encuestas de Palestina en diciembre de 2020, Fatah ganaría las elecciones legislativas con un 38% de los votos, mientras que Hamás quedaría cerca con un 34% de los votos. Esta misma encuesta desvelaba que el 52% de los palestinos piensan que unas elecciones organizadas bajo las actuales condiciones no serán ni justas ni libres, dado que todavía existen una serie de obstáculos que dificultan la realización adecuada de unas elecciones.

## Antecedentes
Mahmoud Abbas fue elegido Presidente de la Autoridad Nacional Palestina el 9 de enero de 2005 para un periodo de cuatro años, por lo que debería haber terminado su mandato el 9 de enero de 2009. Las últimas elecciones al Consejo Legislativo Palestino se celebraron el 25 de enero de 2006, y desde entonces no se han realizado elecciones ni para la presidencia ni para el parlamento. Desde 2005 se han realizado dos elecciones a nivel municipal en Cisjordania; en ambas ocasiones, Hamás las boicoteó en la Franja de Gaza por considerarlas ilegítimas. En las elecciones de octubre de 2012, no se presentaron candidaturas en más de la mitad de los municipios cisjordanos. En las de mayo de 2017, en 181 municipios se presentó un solo concurrente y en 65 municipios nadie, por lo que no se pudo votar.
Abbas anunció el 26 de septiembre de 2019 en un discurso ante la Asamblea General de las Naciones Unidas que tenía intención de fijar una fecha para las elecciones tan pronto como volviera a Cisjordania. Hamás indicó que estaba listo para celebrar unas "elecciones generales y completas", pero el 6 de noviembre Hamás y la Yihad Islámica palestina rechazaron los términos de Abbas para la celebración de las elecciones, que requerían que los candidatos a las legislativas reconociesen los acuerdos firmados por la OLP. El 11 de noviembre de 2019, Hamás confirmó que había acordado su participación con el Comité Electoral Central de Palestina y que bajo ninguna circunstancia aceptaría la exclusión de Jerusalén de estas elecciones. A comienzos de diciembre, Abbas anunció que las elecciones tendrían lugar en unos meses. El 10 de diciembre de 2019, la Autoridad Nacional Palestina pidió formalmente a Israel que permitiese votar en estas elecciones a los habitantes de Jerusalén Este, ocupado militarmente por este país, a lo que diversos funcionarios israelíes contestaron que se trataba de un asunto sobre el que debe decidir el gabinete de seguridad.

### Conflicto entre Fatah y Hamás

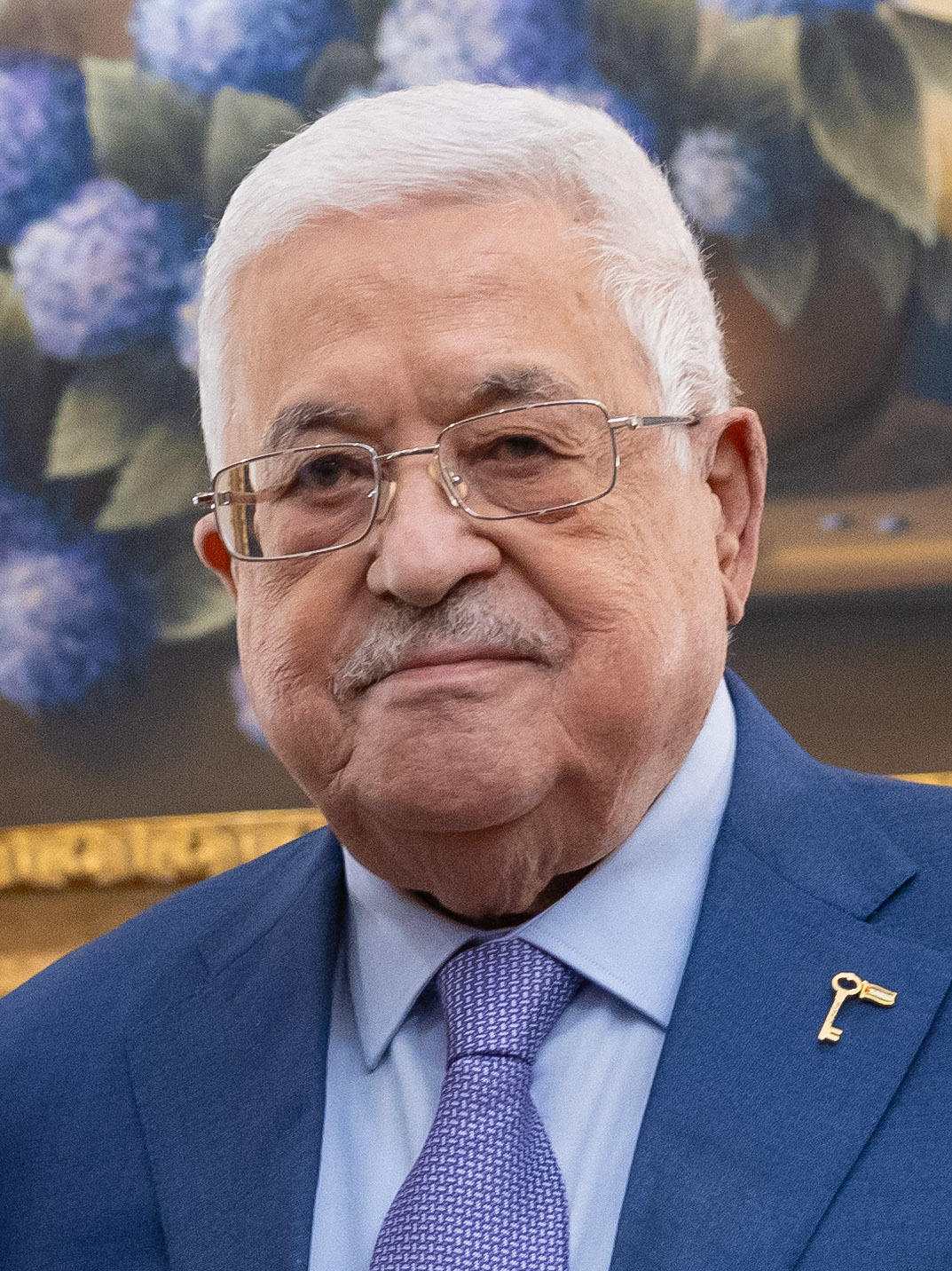
Mahmoud Abbas, Presidente del Estado de Palestina.

En septiembre de 2008 se sugirió que el mandato de Abbas debería extenderse un año o que el Consejo Legislativo Palestino debía disolverse un año antes para que tanto las elecciones parlamentarias como las presidenciales tuviesen lugar a la misma vez. Hamás se negó a celebrar elecciones simultáneas argumentando que las elecciones presidenciales deberían haber tenido lugar en enero de 2009 y las parlamentarias en 2010. Hamás también afirmó que, de acuerdo con las Leyes Básicas de Palestina, una vez terminado el mandato de Mahmoud Abbas y hasta que se celebrasen nuevas elecciones presidenciales, el presidente del Consejo Legislativo Palestino, Aziz Dweik, que es miembro de Hamás, debería convertirse en el presidente palestino. 
Fatah respondió que las elecciones debían haberse celebrado en enero de 2010, dado que la ley electoral palestina llama a la celebración de elecciones simultáneas para la Presidencia y para el Consejo Legislativo Palestino cuando hayan transcurrido cuatro años desde estas últimas. Dado que las últimas elecciones para el Consejo Legislativo habían tenido lugar en 2006 (un año después de las elecciones presidenciales), las nuevas elecciones simultáneas deberían haberse celebrado en enero de 2010. En las conversaciones de reconciliación celebradas en el Cairo (Egipto) en marzo de 2009, Hamás y Fatah acordaron la celebración de elecciones el 25 de enero de 2010, aunque estas elecciones jamás llegaron a celebrarse debido a las ramificaciones del conflicto entre Hamás y Fatah. 
En febrero de 2010 se convocaron elecciones municipales en Palestina para julio de ese mismo año. El gobierno palestino en Cisjordania decidió posponer las elecciones argumentando que quería salvaguardar la "unidad nacional". En diciembre de 2010, la Corte Superior de Justicia de Palestina dictaminó que, una vez que el gabinete ha convocado elecciones, no tiene la autoridad para cancelarlas. Tras numerosos retrasos, las elecciones municipales palestinas tuvieron lugar en octubre y noviembre de 2012, aunque solamente en Cisjordania.

### Convocatorias fallidas de elecciones
Tanto las elecciones presidenciales como las parlamentarias a la Autoridad Nacional Palestina se vieron pospuestas en numerosas ocasiones debido al conflicto interno entre los distintos partidos políticos palestinos, principalmente Fatah y Hamás, siendo el 17 de julio de 2010 la fecha en la que se cancelaron por primera vez.
En febrero de 2011, después de la renuncia de Saeb Erekat como negociador en jefe palestino debido a la publicación de los Papeles de Palestina, que habían sido especialmente duros en su crítica a las concesiones realizadas por la OLP en el proceso negociador con Israel, el Comité Ejecutivo de la OLP anunció su intención de convocar elecciones antes de octubre. Abbas aludió al "espíritu de cambio en Egipto" para pedir unidad al pueblo palestino. Su segundo, Yasser Abed Rabbo, declaró: "El liderazgo palestino ha decidido convocar elecciones presidenciales y parlamentarias en septiembre. Es urgente que todas las partes dejen sus diferencias a un lado". Sin embargo, Fawzi Barhoum, portavoz de Hamás, declaró que Abbas no tenía la legitimidad necesaria para realizar la convocatoria electoral. "Hamás no participará en estas elecciones. No les daremos legitimidad. Y no reconoceremos sus resultados".
En octubre de 2011, Abbas propuso a Hamás la realización de otras elecciones generales, a celebrarse preferiblemente a comienzos de 2012. En aquel momento se comentó que Hamás podría encontrarse más proclive a participar en unas elecciones en el contexto del intercambio de prisioneros correspondiente a la liberación de Gilad Shalit, que había relanzado la popularidad de este partido en la Franja de Gaza. En noviembre de 2011 se acordó una fecha preliminar para las elecciones: el 4 de mayo de 2012. Sin embargo, una serie de disputas posteriores llevaron a la cancelación de las elecciones previstas para dicha fecha.

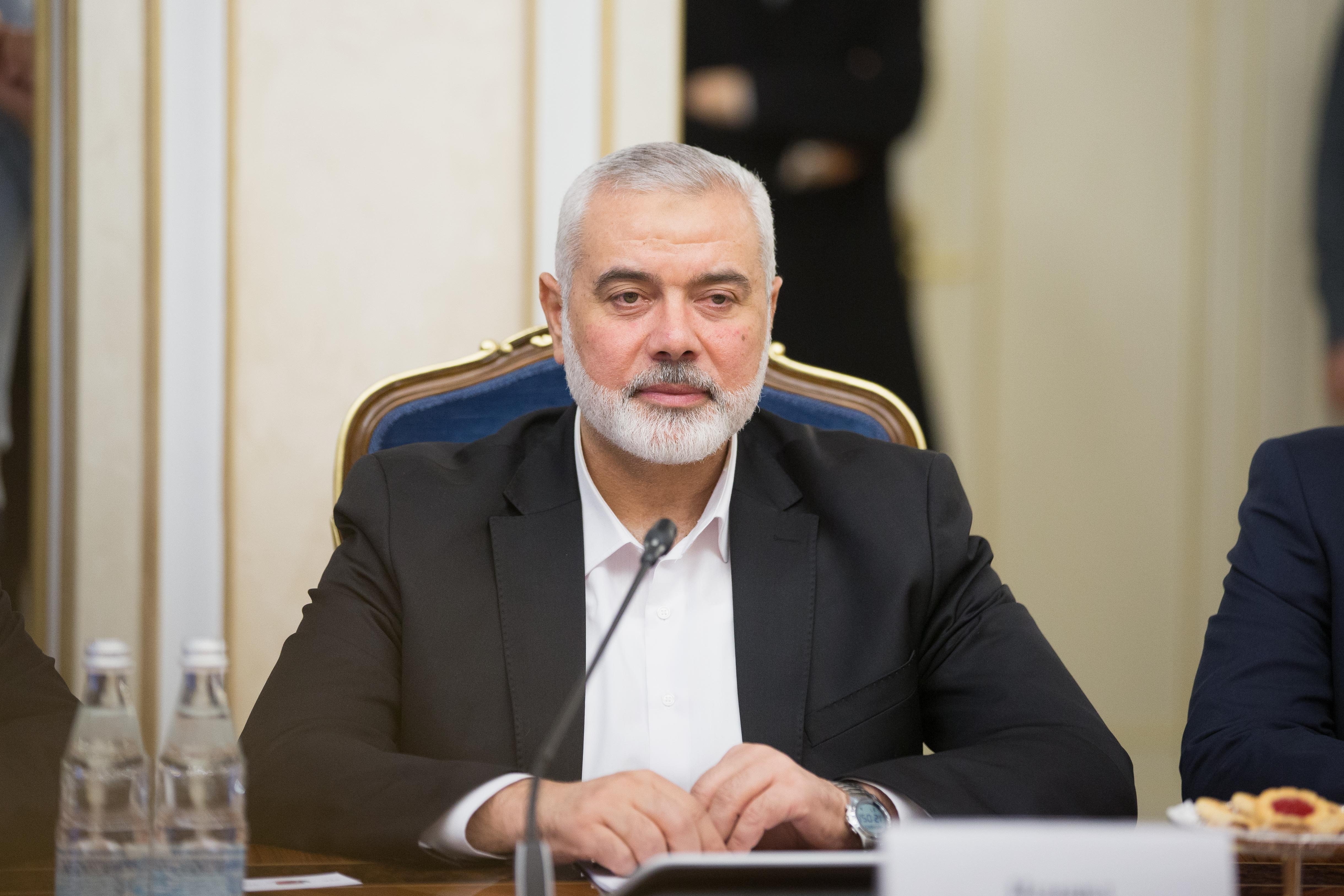
Ismail Haniya, líder de Hamás.

El 20 de diciembre de 2013, Hamás pidió a la Autoridad Nacional Palestina que formase un gobierno de unidad nacional de seis meses que por fin convocase las elecciones generales. Tras el reconocimiento por parte de la ONU del Estado de Palestina como un Estado observador no miembro, se propuso que las elecciones generales se celebrasen en 2013 en el marco de las conversaciones de reconciliación entre Fatah y Hamás. En abril de 2014 se alcanzó un acuerdo entre ambos partidos para formar un gobierno de unidad, que acabaría formándose el 2 de junio de ese mismo año, y para la convocatoria de unas elecciones en un plazo de seis meses desde la fecha del acuerdo, en octubre de 2014 Sin embargo, en aquel momento se decidió posponerlas indefinidamente.
En octubre de 2017, Hamás y Fatah firmaron un acuerdo de reconciliación en el que Hamás se mostraba de acuerdo con disolver el gobierno de la Franja de Gaza y celebrar elecciones generales para finales de 2018 pero, una vez más, las elecciones no llegaron a celebrarse. Estas mismas elecciones habían sido convocadas previamente entre febrero y marzo de 2021.

### Ley electoral
En 2007, el presidente palestino Mahmoud Abbas, miembro del partido Fatah, cambió de manera unilateral las leyes electorales de 2005 que, hasta entonces, establecían que el 50% de los representantes serían elegidos proporcionalmente y el otro 50% de los representantes se elegirían por escrutinio mayoritario uninominal. Abbas decretó que el 100% de los representantes pasarían a ser elegidos de una manera proporcional. Defendió la medida alegando que podía legislar por decreto siempre y cuando el Consejo Legislativo Palestino fuese incapaz de reunirse. Sin embargo, esta medida se interpretó como un intento de disminuir las opciones de Hamás en las siguientes elecciones. De hecho, Hamás, que controlaba el Consejo Legislativo Palestino tras su victoria en las elecciones de 2006, declaró ilegal este cambio. Sin embargo, en una carta enviada en diciembre de 2020 por el líder de Hamás, Ismail Haniya, al presidente palestino Mahmoud Abbas, el primero se comprometía a aceptar el nuevo sistema electoral. Este cambio con respecto a la norma que regía en las últimas elecciones parlamentarias palestinas disminuirá las posibilidades de que algún partido obtenga la mayoría absoluta y, por lo tanto, dificultará el acceso de Hamás al poder.
Se calcula que hacen falta unos 28.000 votos para obtener un escaño en el Consejo Legislativo Palestino. El umbral electoral establecido por la legislación palestina es del 1,5% de los votos. Además, la ley electoral palestina establece que todos los partidos deben presentar un mínimo del 26% de candidatas en sus listas, y que al menos dos mujeres deben figurar entre los diez primeros puestos en la listas de todos los partidos. Según la ley electoral, es necesario registrarse previamente para ejercer el derecho de voto, algo que han realizado el 93% de los potenciales votantes en estas elecciones de 2021. Unos 2,5 millones de palestinos podrán votar en las elecciones, de los que 1 millón viven en la Franja de Gaza y 1,4 millones residen en Cisjordania y Jerusalén Este. Cerca de la mitad de ellos tienen menos de 40 años y, para la inmensa mayoría de estos, estas serán sus primeras elecciones.

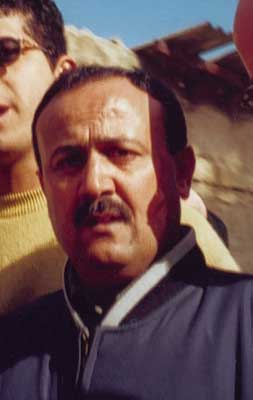
Marwan Barghouti, principal valedor del partido Libertad.

### Elecciones presidenciales
Aunque una serie de informes confidenciales habían sugerido en diciembre de 2007 que Abbas no se presentaría para un segundo mandato, Fatah volvió a nominarlo como su candidato para las frustradas elecciones presidenciales de junio de 2008. El 28 de octubre de 2009 volvieron a aparecer los rumores sobre la posibilidad de que Abbas no se presentase a la reelección; de hecho, el 5 de noviembre anunció que no tenía intención de participar en las elecciones, aunque declaró que permanecería como presidente hasta la celebración de las siguientes elecciones presidenciales. Sin embargo, el 21 de enero de 2021 se anunció que Mahmoud Abbas sería el candidato de Fatah a las elecciones de mayo de ese mismo año.
Cinco días después se anunció que Mohammed Dahlan, exjefe de seguridad de la Autoridad Nacional Palestina que huyó a los Emiratos Árabes Unidos y fue condenado por corrupción in absentia, no podría presentarse a las elecciones presidenciales por tener una condena en firme. Según una encuesta del Centro de Investigaciones sobre Políticas y Encuestas de Palestina, Dahlan cuenta con un exiguo apoyo popular en Palestina, pues solo el 7% de los palestinos declararon su voluntad de votarle en caso de que se presentase a las elecciones.
Otro posible candidato a la presidencia palestina es el más importante preso político palestino, Marwan Barghouti, que se encuentra una cárcel israelí cumpliendo varias cadenas perpetuas. El apoyo popular de Barghouti es mucho mayor y rondaría el 22% de los votos, según la misma encuesta, hasta el punto de que algunos medios de comunicación lo consideran como el candidato con más opciones de ganar la presidencia.

## Principales partidos y candidatos

### Fatah
Los primeros puestos de la lista oficial de Fatah están ocupados por altos cargos del partido. En el número 1 se encuentra Mahmoud Aloul, el segundo de Abbas, mientras que el número 4 lo ocupa Jibril Rajoub, exjefe del servicio de seguridad palestino en Cisjordania y presidente de la Asociación de Fútbol de Palestina y del Comité Olímpico de Palestina. En el puesto número 7 se encuentra Qadura Fares, exlíder de la Asociación de Presos Palestinos y aliado de Marwan Barghouti.

### Jerusalén, Nuestra Promesa (Hamás)
La candidatura oficial de Hamás ha recibido el nombre de Jerusalén, Nuestra Promesa. A diferencia de elecciones anteriores, en las que el miedo a los arrestos por parte de Israel hizo que la gran mayoría de los candidatos procediesen de la Franja de Gaza, las listas de Jerusalén, Nuestra Promesa tienen 55 candidatos (de un total de 132) provenientes de Cisjordania y Jerusalén Este. Israel ya ha amenazado a algunos activistas de Hamás con detenciones en el caso de que sean elegidos en estas elecciones. El número 1 de la lista es Khalil al-Hayya, cuya esposa y tres hijos murieron en un bombardeo israelí en 2014. En el segundo puesto se encuentra Mohammed Abu Tir, un residente de Jerusalén Este que fue expulsado de la ciudad y perdió su derecho de residencia al ser elegido en las elecciones de 2006, y que ha pasado 35 de sus 70 años en cárceles israelíes, bien tras sentencia judicial o bien mediante detención administrativa. La número 3 de la lista es Lama Khater, de Hebrón, conocida por sus opiniones en las redes sociales y en medios de comunicación, y por haber sido detenida y torturada por el Shin Bet (el servicio secreto israelí) en 2018.

### Libertad
El partido Libertad se creó justo antes de la conclusión del plazo de presentación de candidaturas y está considerado como uno de los principales contendientes en estas elecciones. Entre sus principales fortalezas se encuentra el apoyo de Marwan Barghouti, un carismático líder palestino que se encuentra preso en una cárcel israelí desde la Segunda Intifada. Entre sus problemas se podría citar el excesivo peso de candidatos de la Gobernación de Ramala y al-Bireh (7 de los 10 primeros) en sus listas. El número 1 de la lista es Nasser al-Kidwa, sobrino de Yaser Arafat, exministro de Asuntos Exteriores y exembajador palestino en la ONU, mientras que la número 2 es la propia esposa de Barghouti, Fadwa. Entre los diez primeros nombres de la lista también se encuentra Fakhri Barghouti, un expreso palestino en cárceles israelíes. El partido critica el concepto del islam político, presume de no recibir dinero de potencias extranjeras y tiene una línea más dura que Fatah con respecto a las relaciones con Israel, defendiendo el fin de la coordinación entre las fuerzas de seguridad palestina e israelí.

### Futuro
Futuro es el nombre del partido político patrocinado por Mohammed Dahlan, el antiguo responsable de seguridad de Fatah en la Franja de Gaza. Exiliado en los Emiratos Árabes Unidos y condenado por corrupción in absentia, el propio Dahlan no podría participar en el proceso electoral palestino. Sin embargo, ocupa un alto cargo en Abu Dabi y recientemente ha insuflado importantes cantidades de dinero y vacunas contra la COVID-19 en diversos sectores de la sociedad palestina. El partido Futuro tiene el apoyo de numerosos exmiembros de las fuerzas de seguridad palestinas. El número 1 en las listas de Futuro es Samir Masharawi, un expreso de las cárceles de seguridad israelíes que recientemente volvió a la Franja de Gaza tras 14 años de exilio. El número 2 es Sari Nusseibeh, expresidente de la Universidad de Al-Quds, mientras que la número 3 del partido, Nayrouz Qarmout, es una escritora feminista nacida en el campamento de refugiados de Yarmouk (cerca de Damasco, Siria) y residente en la Franja de Gaza.

### Otros
Un total de 36 partidos se han inscrito para participar en las elecciones legislativas palestinas. El izquierdista Pulso del Pueblo, nombre del partido del Frente Popular para la Liberación de Palestina, está encabezado por los presos políticos Ahmad Sa'adat y Khalida Jarrar. De sus 65 candidatos, 40 proceden de la Franja de Gaza. Otro partido de izquierdas con posibilidades de entrar en el Parlamento es Cambio y Fin de las Disputas, encabezado por Mustafa Barghouti, fundador de la Iniciativa Nacional Palestina. También tiene opciones de obtener escaños el partido Juntos Podemos, apoyado por el ex primer ministro de la Autoridad Nacional Palestina Salam Fayyad, y cuyo candidato número 12 es Mohammed Khatib, uno de los líderes de la resistencia popular en la localidad de Bil'in. Entre los partidos más pequeños cabe señalar uno denominado "Ya Hemos Tenido Bastante", que se autodefine como el representante de la juventud que ha organizado protestas estos últimos años contra el conflicto Fatah-Hamás y contra las consecuencias económicas de este.

## Campaña electoral
El 15 de enero de 2021, el presidente palestino Mahmoud Abbas decretó la realización de tres elecciones generales en Palestina, la primera de las cuales tendrá lugar el 22 de mayo de este mismo año. Poco después, representantes de los distintos partidos palestinos comenzaron una serie de reuniones en El Cairo (Egipto) con el fin de concretar las normas de dichas elecciones. El 9 de febrero, un total de 14 partidos políticos palestinos acordaron las pautas generales para la realización de las elecciones palestinas de 2021. Entre los aspectos acordados se encontraban la creación de un comité electoral independiente con miembros procedentes de la Franja de Gaza, Cisjordania y Jerusalén Este, la liberación inmediata de los presos políticos y el establecimiento de un permiso sin restricciones para que cualquiera pueda hacer campaña política en cualquier parte de Palestina. En cuanto al espinoso asunto de qué fuerzas de seguridad serán las encargadas de velar por el correcto desarrollo de las elecciones, lo acordado fue que "la policía palestina con su indumentaria oficial" será la responsable de la seguridad. El representante de Hamás, Khalil al-Hayya, adelantó que una nueva ronda de negociaciones tendría lugar en marzo en la capital egipcia, en este caso para las elecciones a la Organización para la Liberación de Palestina.

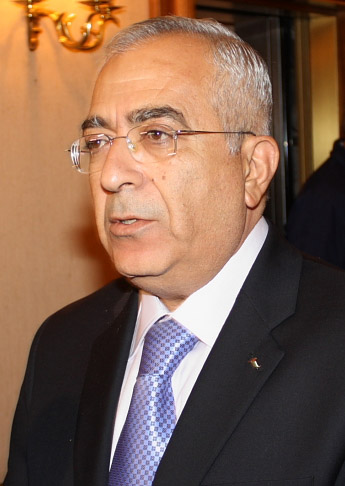
Salam Fayyad, valedor del partido Juntos Podemos, heredero de la Tercera Vía.

El martes 16 de febrero, el Comité Electoral Central de Palestina terminó el registro de votantes para las próximas elecciones con un total del 93% de los potenciales votantes registrados. La prensa israelí reflejó una mayor presencia de activistas de Hamás en las calles palestinas y una pobre presencia de Fatah, cuyas banderas amarillas eran mucho menos visibles que las verdes de Hamás. Fatah estableció cinco comités para decidir sus listas electorales: tres en Cisjordania y dos en la Franja de Gaza. Sin embargo, algunos pesos pesados del partido, como Marwan Barghouti, han exigido la celebración de elecciones primarias para decidir a los candidatos del partido.
Mientras tanto, Israel ha estado ejerciendo presión sobre una serie de posibles candidatos de Hamás para evitar que se presenten a las elecciones. Según informaba Amira Hass en el diario israelí Haaretz, el servicio secreto israelí (Shin Bet) ha estado advirtiendo a docenas de activistas de Hamás de que, en el caso de que decidiesen acudir como candidatos a las elecciones parlamentarias del 22 de mayo, podrían ser detenidos durante años y "podrían quedar alejados de sus familias durante mucho tiempo". Estas amenazas se han realizado tanto por teléfono como de manera presencial; en este último caso, el responsable del Shin Bet ha acudido junto con una escolta militar a las viviendas de los posibles candidatos a altas horas de la noche. En otros casos, los potenciales candidatos de Hamás fueron convocados directamente a centros de interrogatorio del Shin Bet. No fue la única injerencia de Israel en el proceso electoral, pues según medios israelíes, el director del Shin Bet, el servicio de inteligencia interior israelí, pidió a Mahmoud Abbas que cancelase las elecciones si Hamás acababa presentándose a las mismas, algo a lo que Mahmoud Abbas no accedió.
El 16 de marzo, catorce partidos políticos palestinos firmaron un acuerdo por el que se comprometían a respetar un "código de honor" que permitiese la celebración de unas elecciones "con transparencia e integridad". Este acuerdo implicaba renunciar a cualquier tipo de incitación al odio por "sentimientos religiosos, sectarios, tribales, regionales, familiares o raciales", así como abstenerse de utilizar la violencia y la intimidación o de mostrar armas en mítines públicos.
Una encuesta publicada el 23 de marzo revelaba que ningún partido obtendría mayoría absoluta, por lo que la candidatura más votada tendría que pactar con otros partidos para poder constituir un gobierno. Esta encuesta daba un 43% del voto a una lista unitaria de Fatah, un 30% a la lista de Hamás, un 8% del voto a otros partidos y un 18% de votantes indecisos. Sin embargo, esta encuesta vaticinaba que, en el caso de Mohammed Dahlan y Nasser al-Kidwa presentasen sus propias candidaturas (circunstancia que se confirmaría poco después), estos partidos obtendrían un 10% y un 7% de los votos respectivamente, lo que reduciría el porcentaje de votos recibidos por Fatah hasta el 30%.
El 30 de marzo se anunció la candidatura de un nuevo partido político a las elecciones palestinas denominado Libertad. Abalado por Marwan Barghouti, un carismático líder palestino encarcelado en Israel desde la Segunda Intifada, presentará como cabeza de lista a Nasser al-Kidwa, sobrino de Yaser Arafat, exministro de Asuntos Exteriores y exembajador palestino en la ONU, y a la propia mujer de Barghouti, Fadwa. Una encuesta electoral previa a la presentación del partido pronosticaba que un 28% de los votantes palestinos elegirían una candidatura apoyada por Barghouti, mientras que tan solo un 22% apoyaría al partido de Mahmoud Abbas. Por su parte, una candidatura de al-Kidwa en solitario habría sumado un 7% de los votos. La prensa palestina e israelí especulaban que el propio Barghouti podría presentar su candidatura a las elecciones presidenciales de julio de 2021, en las que las encuestas también le dan como favorito por encima del presidente Abbas.
Ese mismo 30 de marzo, la Unión Europea criticó a Israel por no haber tramitado las solicitudes realizadas por una delegación de miembros que han sido invitados a asistir a las elecciones palestinas en calidad de observadores internacionales. A mediados de enero, las autoridades palestinas habían invitado formalmente a la Unión Europea para que ayude a supervisar las elecciones de 2021. Consecuentemente, el 8 de febrero se envió la solicitud de la Unión Europea a Israel, pero a finales de marzo todavía no había obtenido respuesta. Dado que las labores de observación requieren de una misión exploratoria previa, en opinión de Sven Kühn von Burgsdorff, representante de la Unión Europea para los palestinos, "el retraso ha reducido considerablemente la capacidad de la Unión Europea de observar las elecciones legislativas del 22 de mayo".
A la conclusión del plazo legal para presentar candidaturas, un total de 36 partidos o alianzas políticas presentaron sus listas ante el Comité Electoral Central de Palestina. Todas ellas fueron admitidas, aunque fue bastante criticada una medida que imponía un pago de 10.000 dólares para la presentación de cualquier candidatura y de otros 10.000 dólares como fianza. Este día se confirmaron las candidaturas de otros partidos políticos: el apoyado por Mohammed Dahlan, exjefe de seguridad de Fatah en la Franja de Gaza y ahora exiliado en los Emiratos Árabes Unidos; y la lista denominada "Juntos Podemos", apoyada por Salam Fayyad, ex primer ministro de la Autoridad Nacional Palestina.

### Jerusalén Este

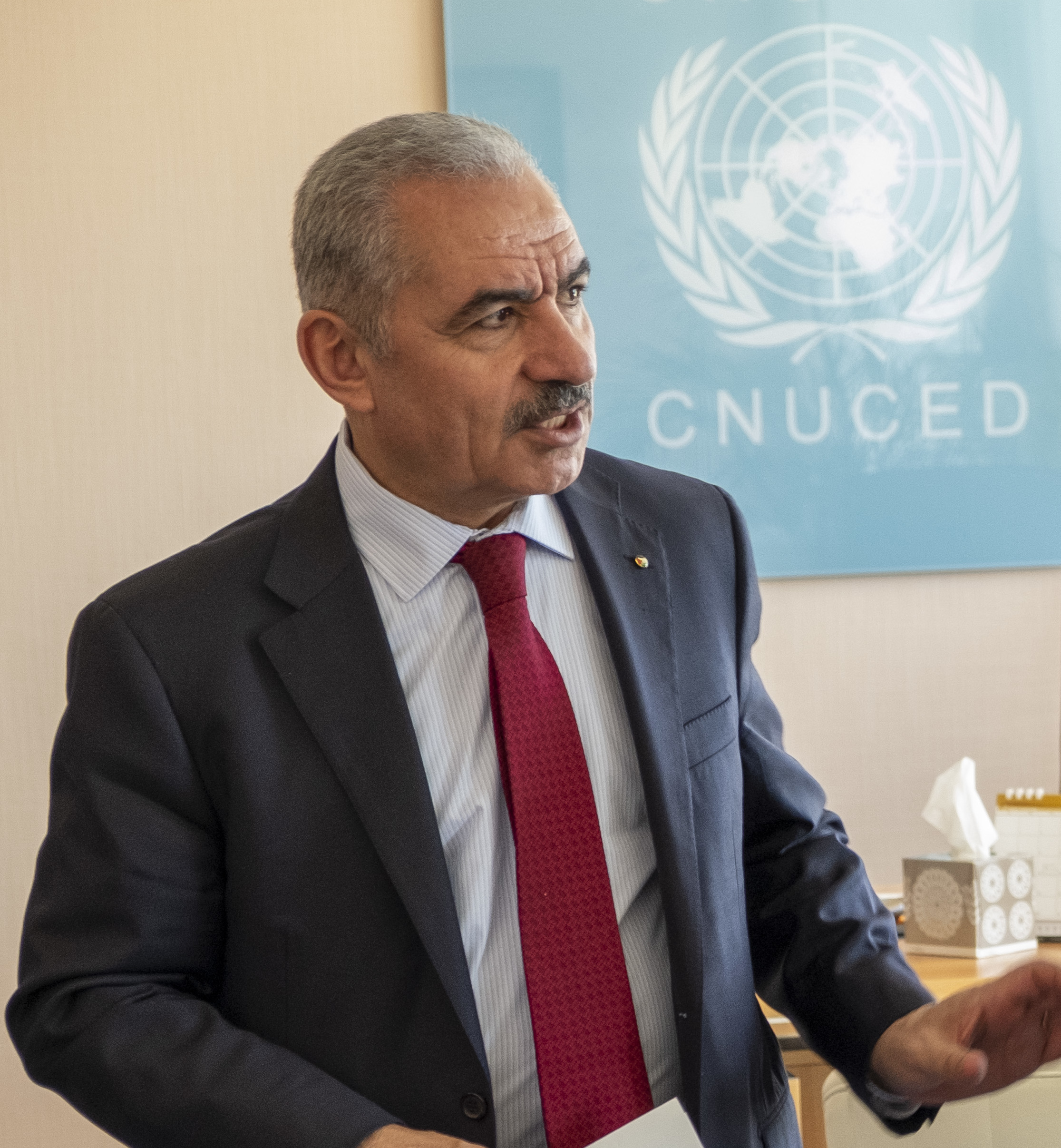
Mohammad Shtayyeh, político de Fatah y Primer Ministro de la Autoridad Nacional Palestina en el momento de la convocatoria de elecciones.

La realización de las elecciones en Jerusalén Este es especialmente difícil porque, aunque tanto la Franja de Gaza como Cisjordania y Jerusalén Este se encuentran bajo ocupación militar israelí desde 1967, Israel se anexionó formalmente la parte oriental de la ciudad jerosolimitana, algo que no ha sucedido con el resto de Cisjordania ni con la Franja de Gaza. Aunque la anexión de Jerusalén Este por parte de Israel no ha sido reconocida por ningún país del mundo, Israel aplica en ella la legislación israelí y no permite la actividad de partidos políticos palestinos, por lo que los ciudadanos palestinos de Jerusalén no pueden votar ni en las elecciones palestinas ni en las israelíes, porque tampoco se les ha concedido la nacionalidad israelí. A esto se le añade la imposibilidad de realizar un censo electoral en la ciudad debido a los impedimentos que pone Israel.
Según los Acuerdos de Oslo, firmados por Israel y la OLP en 1993, Israel debe permitir la realización de elecciones en Jerusalén Este con la colocación de cinco colegios electorales en esta parte de la ciudad. En las elecciones palestinas de 1996 ya se ubicaron colegios electorales en Jerusalén Este. En las elecciones palestinas de 2005 y 2006, Israel anunció que no las permitiría en Jerusalén y detuvo a multitud de candidatos que intentaron hacer campaña en la ciudad. Sin embargo, Israel cedió finalmente y permitió la ubicación de diversos colegios electorales. Muchos otros palestinos de Jerusalén se desplazaron a otras localidades de la Gobernación de Jerusalén para votar, tales como Anata, al-Azariyeh o Kafr Aqab.
El 18 de enero de 2021, el primer ministro de la Autoridad Nacional Palestina, Mohammad Shtayyeh, anunció que pediría formalmente a Israel que permitiese la realización de las elecciones generales palestinas de 2021 en la ciudad. La Unión Europea respaldó poco después la petición palestina y pidió a Israel que "facilitase la realización de las elecciones por todo el territorio palestino". Shtayyeh pidió a la Unión Europea el envío de observadores internacionales para las elecciones, especialmente en Jerusalén Este.
En el caso de que Israel no permitiese votar a los palestinos de Jerusalén Este, estos podrían tratar de evitar el veto israelí mediante un sistema de voto por correo o acudiendo a los colegios electorales de Abu Dis, Al-Ram o al-Azariyeh, cercanos a la capital pero controlados por la Autoridad Nacional Palestina, así como en cualquier otra localidad palestina de Cisjordania.
Dado que la ley electoral palestina requiere un registro previo al voto, se puede anticipar la posible participación de los votantes de Jerusalén Este. La Gobernación de Jerusalén ha sido la gobernación palestina con un menor porcentaje de votantes registrados (tan solo el 74% frente a la media del 93%), lo que supone menos de 89.000 votantes. La participación en las elecciones de 2006 fue incluso menor, pues menos del 50% de los votantes ejercieron su derecho en los colegios electorales de la propia ciudad de Jerusalén y otro 18% se trasladaron a otras localidades circundantes.

## Aplazamiento
El 11 de noviembre de 2019, Abás dijo que no habría nuevas elecciones palestinas a menos que incluyeran Jerusalén Oriental y la Franja de Gaza.El 26 de noviembre de 2019, Hamás confirmó que había acordado con la Comisión Electoral Central Palestina participar en las elecciones y que Hamás no aceptaría la exclusión de Jerusalén bajo ninguna circunstancia.Abás anunció a principios de diciembre que las elecciones se celebrarían en unos meses.El 10 de diciembre de 2019, la Autoridad Nacional Palestina pidió a Israel que permitiera a los residentes de Jerusalén Oriental votar en las elecciones previstas, una solicitud que, según dijeron funcionarios israelíes, ahora se enviaría al gabinete de seguridad. En 2020, Fatah y Hamás acordaron celebrar elecciones entre febrero y marzo de 2021.
El 14 de marzo de 2021, un funcionario de la Autoridad Palestina dijo que los residentes árabes de Jerusalén participarían en las elecciones generales palestinas. Sin embargo, un alto funcionario del gobierno israelí dijo que aún no se había tomado ninguna decisión. Abbas y otros funcionarios palestinos habían dicho en el pasado que no habría elecciones sin la participación de los residentes árabes de Jerusalén.La Unión Europea solicitó permiso a Israel para observar las elecciones en Jerusalén, pero según un portavoz de la Comisión Europea el 19 de abril de 2021, "a pesar del contacto continuo con las autoridades israelíes, durante las últimas siete semanas, aún no se ha recibido una respuesta que permita el acceso". Cancelar las elecciones, incluso si son sobre Jerusalén, conlleva riesgos para Abás. El 21 de abril de 2021, el portavoz presidencial Nabil Abu Rudeineh enfatizó "el compromiso del liderazgo de llevar a cabo elecciones palestinas de acuerdo con los decretos presidenciales y las fechas especificadas". El 29 de abril de 2021, antes de una reunión de liderazgo programada  Hamás había rechazado la idea de posponer las elecciones y se negó a asistir a la reunión en medio de especulaciones de que el Partido Fatah de Mahmoud Abbas buscaría retrasarlas o cancelarlas. Hamás afirmó que para votar en Jerusalén Oriental no se necesita permiso israelí.
En el período previo a las elecciones, Fatah se dividió en tres listas de candidatos para las elecciones: una lista oficial de candidatos respaldada por Abbas, una lista liderada por un líder de la Primera y Segunda Intifada, Marwan Barghouti, y una lista liderada por el exfuncionario de seguridad de Fatah, Mohammad Dahlan. Las encuestas de opinión dieron a la lista de Abbas una cuarta parte del total de votos, y a las dos listas escindidas de Fatah un poco menos de una cuarta parte entre las dos.

## Encuestas de opinión
| Encuestadora | Fecha                | Fatah                                         | Hamás                                         | Otro                                          | Ventaja                                       |     |    |    |
| ------------ | -------------------- | --------------------------------------------- | --------------------------------------------- | --------------------------------------------- | --------------------------------------------- | --- | -- | -- |
| Encuestadora | Fecha                | PCPSR                                         | 26 May – 1 Jun 2024                           | 32%                                           | Ventaja                                       | 60% | 8% | 28 |
| PCPSR        | 5–10 Mar 2024        | 28%                                           | 60%                                           | 12%                                           | 32                                            |     |    |    |
| PCPSR        | 22 Nov – 2 Dic 2023  | 26%                                           | 69%                                           | 5%                                            | 43                                            |     |    |    |
|              | 7 de octubre de 2023 | Inicio de la Guerra Israel-Gaza               | Inicio de la Guerra Israel-Gaza               | Inicio de la Guerra Israel-Gaza               | Inicio de la Guerra Israel-Gaza               |     |    |    |
| PCPSR        | 6–9 Sep 2023         | 43%                                           | 46%                                           | 11%                                           | 3                                             |     |    |    |
| PCPSR        | 7–11 Jun 2023        | 41%                                           | 45%                                           | 14%                                           | 4                                             |     |    |    |
| PCPSR        | 8–11 Mar 2023        | 45%                                           | 43%                                           | 12%                                           | 2                                             |     |    |    |
| PCPSR        | 7–10 Dic 2022        | 44%                                           | 44%                                           | 13%                                           | -                                             |     |    |    |
| PCPSR        | 13–17 Sep 2022       | 44%                                           | 41%                                           | 15%                                           | 3                                             |     |    |    |
| PCPSR        | 22–25 Jun 2022       | 45%                                           | 46%                                           | 9%                                            | 1                                             |     |    |    |
| PCPSR        | 16–20 Mar 2022       | 49%                                           | 42%                                           | 9%                                            | 7                                             |     |    |    |
| PCPSR        | 8–11 Dic 2021        | 43%                                           | 46%                                           | 11%                                           | 3                                             |     |    |    |
|              | Oct 2021             | 74%                                           | 22%                                           | 5%                                            | 52                                            |     |    |    |
| PCPSR        | 15–18 Sept 2021      | 39%                                           | 45%                                           | 16%                                           | 6                                             |     |    |    |
| PCPSR        | 9–12 Jun 2021        | 36%                                           | 49%                                           | 14%                                           | 13                                            |     |    |    |
|              | 29 Abr 2021          | Las elecciones son pospuestas indefinidamente | Las elecciones son pospuestas indefinidamente | Las elecciones son pospuestas indefinidamente | Las elecciones son pospuestas indefinidamente |     |    |    |
|              | 14–19 Mar 2021       | 53%                                           | 37%                                           | 10%                                           | 16                                            |     |    |    |
|              | 8–11 Dic 2020        | 46%                                           | 41%                                           | 12%                                           | 5                                             |     |    |    |
| PCPSR        | 9–12 Sep 2020        | 48%                                           | 43%                                           | 10%                                           | 5                                             |     |    |    |
| PCPSR        | 17–20 Jun 2020       | 46%                                           | 44%                                           | 10%                                           | 3                                             |     |    |    |
| PCPSR        | 5–8 Feb 2020         | 46%                                           | 39%                                           | 15%                                           | 7                                             |     |    |    |
| PCPSR        | 11–14 Dic 2019       | 49%                                           | 39%                                           | 12%                                           | 10                                            |     |    |    |
| PCPSR        | 11–14 Sep 2019       | 49%                                           | 37%                                           | 14%                                           | 12                                            |     |    |    |
| PCPSR        | 27–30 Jun 2019       | 49%                                           | 38%                                           | 13%                                           | 11                                            |     |    |    |
| PCPSR        | 13–16 Mar 2019       | 49%                                           | 41%                                           | 10%                                           | 9                                             |     |    |    |
| PCPSR        | 12–16 Dic 2018       | 44%                                           | 43%                                           | 13%                                           | 1                                             |     |    |    |
| PCPSR        | 5–8 Sep 2018         | 49%                                           | 37%                                           | 14%                                           | 12                                            |     |    |    |
| PCPSR        | 25 Jun –1 Jul 2018   | 49%                                           | 40%                                           | 11%                                           | 9                                             |     |    |    |
| PCPSR        | 14–17 Mar 2018       | 47%                                           | 41%                                           | 12%                                           | 7                                             |     |    |    |